# Lotta greco-romana ai Giochi della XX Olimpiade - Pesi massimi
La competizione della categoria pesi massimi (fino a 100 kg) di lotta greco-romana dei Giochi della XX Olimpiade si è svolta dal 5 al 10 settembre 1972 al Wrestling-Judo Hall di Monaco di Baviera.

## Formato
Ad ogni incontro venivano assegnate le seguenti penalità:
| In caso di vittoria | In caso di vittoria     | In caso di pareggio | In caso di pareggio | In caso di sconfitta | In caso di sconfitta              |
| ------------------- | ----------------------- | ------------------- | ------------------- | -------------------- | --------------------------------- |
| 0                   | Per schienata, ritiro   | 2                   |                     | 3                    | Ai punti                          |
| 0,5                 | Per superiorità tecnica | 2,5                 | con passività       | 3,5                  | Per superiorità tecnica           |
| 1                   | Ai punti                | -                   | -                   | 4                    | Per schienata, ritiro, squalifica |

Con sei penalità o più il lottatore veniva eliminato. Quando rimanevano solo due o tre lottatori, si disputava un turno finale per determinare l'ordine delle medaglie.

## Risultati
| Legenda                                  | Legenda |
| ---------------------------------------- | ------- |
| Lottatore con 6 penalità o più Eliminato |         |

### 1º Turno
Si è disputato il 5 settembre
| Vincitore            | Pen. | Risultato   | Sconfitto       | Pen. |
| -------------------- | ---- | ----------- | --------------- | ---- |
| Per Svensson         | 2    | = Parità =  | Khristo Ignatov | 2    |
| Tore Hem             | 1    | Ai Punti    | Aimo Mäenpää    | 3    |
| Ruedi Lüscher        | 2    | = Parità =  | Hassan Bechara  | 2    |
| Nikolaj Jakovenko    | 0    | Schienata   | Buck Deadrich   | 4    |
| Andrzej Skrzydlewski | 1    | Ai Punti    | Lorenz Hecher   | 3    |
| Ferenc Kiss          | 1    | Ai Punti    | Fredi Albrecht  | 3    |
| Nicolae Martinescu   | 0,5  | Superiorità | Makoto Saito    | 3,5  |

### 2º Turno
Si è disputato il 7 settembre
| Vincitore            | Pen. | Risultato | Sconfitto     | Pen. |
| -------------------- | ---- | --------- | ------------- | ---- |
| Khristo Ignatov      | 2    | Schienata | Aimo Mäenpää  | 7    |
| Tore Hem             | 1    | Schienata | Per Svensson  | 6    |
| Nikolaj Jakovenko    | 0    | Schienata | Ruedi Lüscher | 6    |
| Andrzej Skrzydlewski | 1    | Schienata | Buck Deadrich | 8    |
| Ferenc Kiss          | 5    | [ 1 ]     | Lorenz Hecher | 7    |
| Fredi Albrecht       | 4    | Ai Punti  | Makoto Saito  | 6,5  |
| Nicolae Martinescu   | 0,5  | Esentato  |               |      |
| Hassan Bechara       |      | Ritirato  |               |      |

1. ↑  Squalificati entrambi per passività

### 3º Turno
Si è disputato il 8 settembre
| Vincitore          | Pen. | Risultato   | Sconfitto            | Pen. |
| ------------------ | ---- | ----------- | -------------------- | ---- |
| Nicolae Martinescu | 1,5  | Ai Punti    | Khristo Ignatov      | 5    |
| Nikolaj Jakovenko  | 1    | Ai Punti    | Tore Hem             | 4    |
| Ferenc Kiss        | 5,5  | Superiorità | Andrzej Skrzydlewski | 4,5  |
| Fredi Albrecht     | 4    | Esentato    |                      |      |

### 4º Turno
Si è disputato il 9 settembre
| Vincitore          | Pen. | Risultato | Sconfitto            | Pen. |
| ------------------ | ---- | --------- | -------------------- | ---- |
| Nicolae Martinescu | 2,5  | Ai Punti  | Fredi Albrecht       | 7    |
| Khristo Ignatov    | 5    | Schienata | Tore Hem             | 8    |
| Nikolaj Jakovenko  | 1    | Schienata | Andrzej Skrzydlewski | 8,5  |
| Ferenc Kiss        | 5,5  | Esentato  |                      |      |

### 5º Turno
Si è disputato il 10 settembre
| Vincitore         | Pen. | Risultato | Sconfitto          | Pen. |
| ----------------- | ---- | --------- | ------------------ | ---- |
| Ferenc Kiss       | 6,5  | Ai Punti  | Nicolae Martinescu | 5,5  |
| Nikolaj Jakovenko | 1    | Schienata | Khristo Ignatov    | 9    |

### Finale
Si è disputato il 10 settembre
| Vincitore          | Pen.    | Risultato | Sconfitto         | Pen. |
| ------------------ | ------- | --------- | ----------------- | ---- |
| Nicolae Martinescu | Forfait | Ritirato  | Nikolaj Jakovenko |      |

## Classifica finale
| Pos.    | Atleta               | Nazione          |
| ------- | -------------------- | ---------------- |
| Oro     | Nicolae Martinescu   | Romania          |
| Argento | Nikolaj Jakovenko    | Unione Sovietica |
| Bronzo  | Ferenc Kiss          | Ungheria         |
| 4       | Khristo Ignatov      | Bulgaria         |
| 5       | Fredi Albrecht       | Germania Est     |
| 6       | Tore Hem             | Norvegia         |
| 7       | Andrzej Skrzydlewski | Polonia          |
| 8       | Ruedi Lüscher        | Svizzera         |
| 8       | Per Svensson         | Svezia           |
| 10      | Makoto Saito         | Giappone         |
| 11      | Lorenz Hecher        | Germania Ovest   |
| 11      | Aimo Mäenpää         | Finlandia        |
| 13      | Buck Deadrich        | Stati Uniti      |
| 14      | Hassan Bechara       | Libano           |